# 伊洛伊洛市
伊洛伊洛市（香港译作依路市或衣路市，台湾译作怡朗市），是菲律宾伊洛伊洛省的首府。

## 友好城市
- 西班牙毕尔巴鄂
- 美国Dededo（英语：Dededo, Guam）
- 美国檀香山
- 柬埔寨金边
- 中国青岛市
- 美国斯托克顿
- 中国玉林市
- 菲律賓巴科洛德
- 菲律賓卡加延德奥罗
- 菲律賓马卡蒂
- 菲律賓奎松市